# William E. Boeing
William Edward Boeing (született Wilhelm Edward Böing) (Detroit, 1881. október 1. – Seattle, 1956. szeptember 28.) amerikai repülési úttörő, a Boeing repülőgépgyár egyik alapítója.

## Életrajza
Boeing a michigani Detroitban született a jómódú német bevándorló Wilhelm Böing bányamérnök gyermekeként. Boeing a nevét 1900-ban a Yale Egyetemre való beiratkozására angolosította. 1903-ban otthagyta a Yale-t és faipari vállalkozásba kezdett, Washington államban nagyméretű fatelepeket vásárolt. Hajóépítéssel is kísérletezett, de amikor a Greenwood Logging Company elnökeként az 1909-es Alaska-Yukon-Pacific Exposition kiállításra utazott Seattle-be, és először látott repülőgépet, azonnal lenyűgözte a szerkezet.

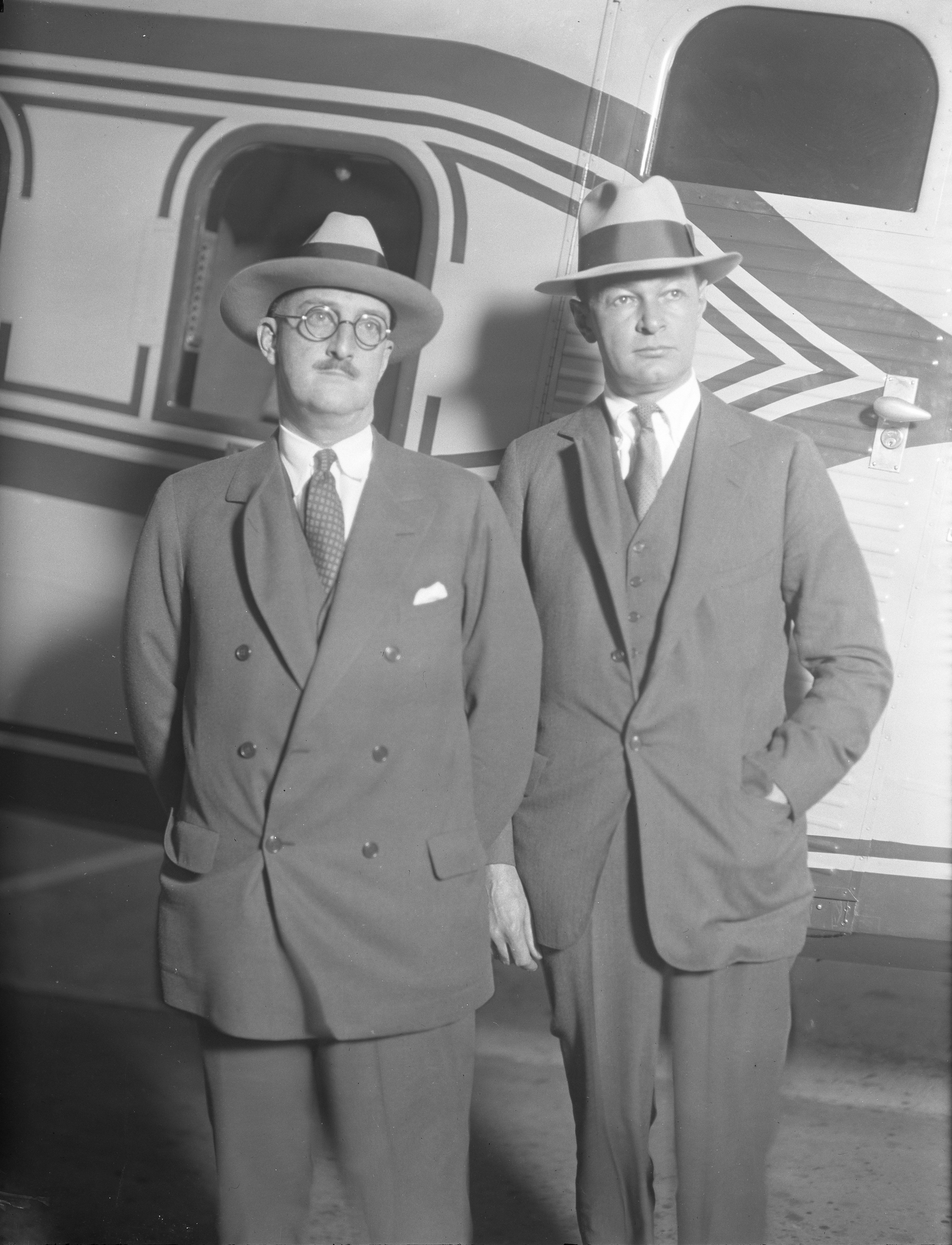
William E. Boeing (balra) és Frederick B. Rentschler 1929-ben

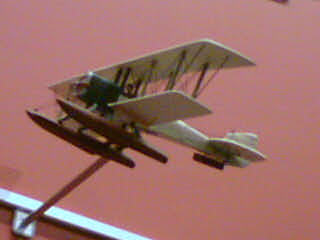
Egy B&W biplán makettje

1916-ban Boeing és George Conrad Westervelt B & W néven közös céget alapított, majd létrehozta a Pacific Aero Products Company-t. Amikor 1917. áprilisában Amerika belépett az első világháborúba, akkor Boeing a cég nevét átváltoztatta Boeing Airplane Companyra és 50 repülőgépes rendelést nyert el az amerikai haditengerészettől. A háború végén Boeing a polgári repülőkre összpontosított, sikerrel pályázott légiposta szerződésekre, és sikeres légiposta-szolgálatot épített fel.
1934-ben az amerikai kormány trösztellenes eljárást indított Boeing cége ellen, és az Air Mail Act törvénnyel a vállalat három részre bontását rendelte el: United Aircraft Corporation, Boeing Airplane Company és United Airlines.
Boeing ezután visszavonult, élete hátralevő részét ingatlanfejlesztéssel és lótenyésztéssel töltötte. 1956. szeptember 28-án hunyt el infarktusban a seattle-i jachtklubban.